# Clara Haskil
Clara Haskil (Bucarest, 7 gennaio 1895 – Bruxelles, 7 dicembre 1960) è stata una pianista rumena.

## Biografia
Originaria della Romania da una famiglia ebraica - sefardita, è stata una grande interprete di Mozart.
Inizia gli studi a Bucarest e li prosegue a Vienna con Richard Robert e a Parigi con Alfred Cortot. Nel 1910,  a soli 15 anni, vince il Premier Prix a Parigi. Inizia ad esibirsi in concerto nella principali città europee. Fra il 1914 e il 1919 interrompe l'attività concertistica a seguito di una malattia.
Riprende ad esibirsi in Europa fra il 1920 e il 1940, ma con scarso successo. Inizia a collaborare con Eugène Ysaÿe e Pablo Casals. Durante la seconda guerra mondiale, ha un'attività ridotta in Francia e in Svizzera. Nel 1949 ottiene la cittadinanza svizzera.
Il periodo artisticamente più importante la Haskil lo trova nel secondo dopoguerra (1947 - 1960) con un'intensa attività concertistica in Europa e innumerevoli incisioni discografiche. Collabora con Arthur Grumiaux e, saltuariamente, con George Enescu e Pablo Casals. Sarà in Tournée anche con Herbert von Karajan e suonerà con grandi direttori come Ernest Ansermet, John Barbirolli, Rafael Kubelík, Hermann Scherchen, Igor Markevitch e, soprattutto con Ferenc Fricsay, col quale inciderà alcuni concerti per pianoforte di Mozart. Nel 1956 intraprende una tournée negli Stati Uniti.
Con l'esecuzione dei concerti per pianoforte e delle sonate di Mozart, la Haskil ha forse potuto esprimere le proprie qualità musicali più pienamente. Hanno avuto successo anche le sue interpretazioni di Beethoven e Domenico Scarlatti.
Dal 1942 ha vissuto a Vevey in Svizzera, dove ha luogo ogni due anni il "Concorso Clara Haskil" fondato nel 1963 in sua memoria.
A Vevey divenne molto amica di Charlie Chaplin, che colà si era trasferito dall'America alla fine degli anni '50.
Morì a Bruxelles nel dicembre del 1960, ricoverata in ospedale in seguito a un trauma riportato pochi giorni prima cadendo dal predellino di un treno.

## Discografia parziale
- Beethoven, Son. vl. e pf. n. 1-10 - Grumiaux/Haskil, 1956/1957 Philips
- Mozart, Conc. pf. n. 13, 20/Son. pf. - Haskil/Fricsay/Baumgartner, Deutsche Grammophon
- Mozart, Conc. pf. n. 19, 27/Son. pf. n. 2 - Haskil/Fricsay/BP/Bayer. SO, Deutsche Grammophon
- Mozart, Conc. pf. n. 20, 24 - Haskil/Markevitch/Conc.Lamour., 1954/1960 Philips
- Mozart, Conc. vl. n. 1-5/Son. K 454, 526 - Grumiaux/Davis/LSO/Haskil, 1956 Philips
- Mozart, Son. vl. e pf. K. 301, 304, 376 - Grumiaux/Haskil, 1958 Philips
- Schumann: Piano Concerto in A Minor, Kinderszenen & Others - Clara Haskil/The Hague Philharmonic Orchestra/Willem van Otterloo, 1956 Philips
- Haskil, Clara Haskil Edition - Decca/Philips/DG/Westminster, 1934/1960 Decca